# Dasyphora paraversicolor
Dasyphora paraversicolor är en tvåvingeart som beskrevs av Zimin 1951. Dasyphora paraversicolor ingår i släktet Dasyphora och familjen husflugor. Inga underarter finns listade i Catalogue of Life.